# Sanzio di Tarantasia
Sanzio o Santo (in latino: Sanctius o Sanctus; ... – dopo il 517) è stato un vescovo altomedievale, primo occupante storicamente accertato della cattedra di Tarantasia.

## Biografia
Non ci sono informazioni che permettano di conoscere le origini di Sanctius (riportato anche con la grafia Sanctus), ma è comunque il primo vescovo accertato sulla sede di Moûtiers. Il suo nome è infatti presente nell'elenco dei vescovi partecipanti al concilio di Epaon, svoltosi nel 517. Questo sinodo fu condotto sotto l'egida dell'arcivescovo Avito di Vienne. Joseph-Antoine Besson cita solo questo episodio nel suo elenco dei vescovi di Tarantasia. C'è tuttavia un'altra menzione di Sanzio relativa ad un'omelia tenuta dal già citato Avito di Vienne il 12 ottobre del medesimo anno in occasione della dedica della chiesa di Moûtiers ai santi Pietro e Paolo. Probabilmente l'evento coincide con l'inizio della costruzione della cattedrale di San Pietro, sebbene secondo la tradizione un primo edificio sarebbe già stato costruito da San Marcellino. La cattedrale sarà consacrata prima dell'anno 525 da Avito stesso. Étienne-Louis Borrel ipotizza che Sanzio possa aver approfittato del loro incontro a Epaon per fargli questa richiesta.